# Benlloch
Benlloch (en valenciano y oficialmente Benlloc) es un municipio de la Comunidad Valenciana, España. Situado en el este de la provincia de Castellón, en la comarca de la Plana Alta. Cuenta con 1033 habitantes (INE 2019).

## Geografía
Lugar sito en el centro del Pla de l'Arc, prácticamente en el centro de la provincia de Castellón. Está situado en un emplazamiento privilegiado en lo que se refiere a infraestructuras comunicativas. Además de ser nodo para localidades menores situadas en el interior, tiene al lado el eje provincial interior.
El pueblo es un atractivo ejemplo de arquitectura y urbanismo rural. En él se visualiza perfectamente la trama urbana bien diferenciada en su parte moderna y la histórica. Una claramente en forma de ensanche cuadriculado en la cual se encuentran los servicios básicos. La otra con pequeñas pendientes, atzucacs, plazuelas, antiguas casas con portales de piedra arcados... culminado por la iglesia fortificada.
Su clima es mediterráneo.
Se accede a esta localidad desde Castellón de la Plana a través de CV-10 para enlazar con la CV-152.

### Localidades limítrofes
El término municipal de Benlloch limita con las localidades de Alcalá de Chivert, Cabanes, Sierra Engarcerán, Torreblanca, Vall d'Alba, y Villanueva de Alcolea, todas ellas de la provincia de Castellón.

## Historia
En el término municipal se han hallado vestigios íberos.
La Vía Augusta cruza el término municipal de norte a sur y han aparecido restos arqueológicos diseminados junto a ella.
La actual población se crea a partir de las antiguas alquerías islámicas de Tahalfazar y Benifaixó, tras la reconquista la población se traslada al actual núcleo, otorgándose la Carta Puebla en 1250.

## Demografía
Benlloch cuenta con una población de 1115 habitantes (INE 2024).
| Gráfica de evolución demográfica de Benlloch entre 1842 y 2021                                                      |
| |
| Población de derecho según los censos de población del INE Población de hecho según los censos de población del INE |

| 1990  | 1992 | 1994 | 1996 | 1998 | 2000 | 2002 | 2004 | 2005  | 2019  |
| ----- | ---- | ---- | ---- | ---- | ---- | ---- | ---- | ----- | ----- |
| 1.003 | 940  | 912  | 876  | 863  | 842  | 910  | 860  | 1 019 | 1 033 |

## Economía

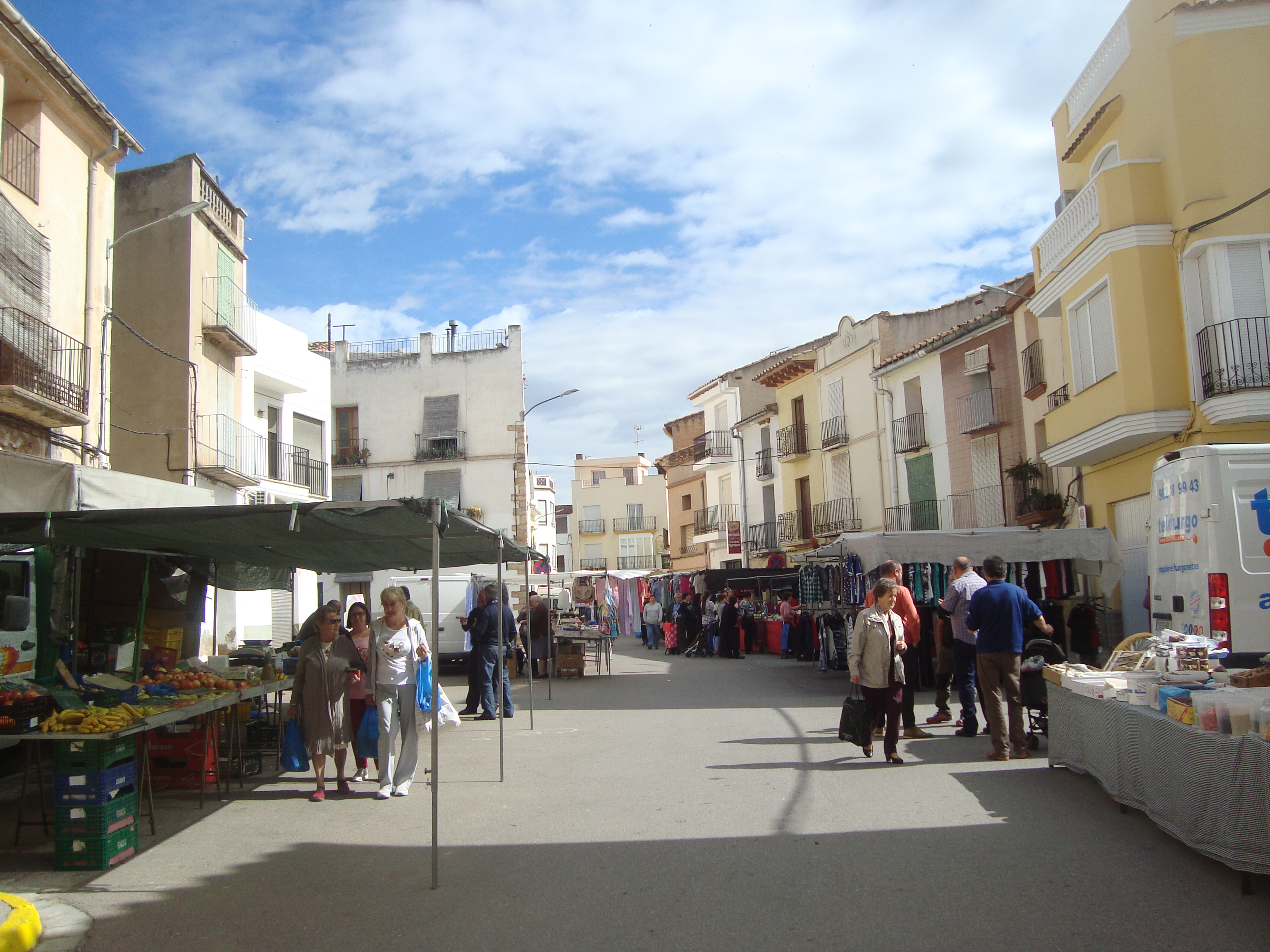
Mercado urbano, los domingos todo el año

Destaca la producción agrícola y ganadera, los cultivos son mayoritariamente de secano, almendro y olivo, también regadíos con producción de hortalizas y frutales, la ganadería se centra en la producción porcina y avicultura intensivas y ganado ovino extensivo.
La industria se centra en la elaboración de productos artesanos como turrones, carpintería, construcción y cerrajería. Es importante también el sector hostelero.

## Monumentos

### Monumentos religiosos
- Calvario del Cuartico y ermita de San Antonio. Este pequeño calvario de inicio del siglo XX culminado por un pequeño templo tan humilde como encantador se encuentra en la partida de su mismo nombre, una zona montañosa de relieve suave (máximo de 500 m) que separa el llano del Arco de la Ribera de Cabanes. Desde allí se ofrece al visitante una espectacular vista del paraje natural del Prat de Cabanes y el mar.
- Ermita de la Mare de Deu de l'Adjutori. Templo de una nave, sin capillas, de crucero y presbiterio rectangular. La fachada de elegante estilo muestra una puerta adintelada entre pilastras coronadas con hornacina. Existen documentos originales que testimonian el hecho de que fueron unos navegantes portugueses los que depositaron la imagen de l'Adjutori en 1445.

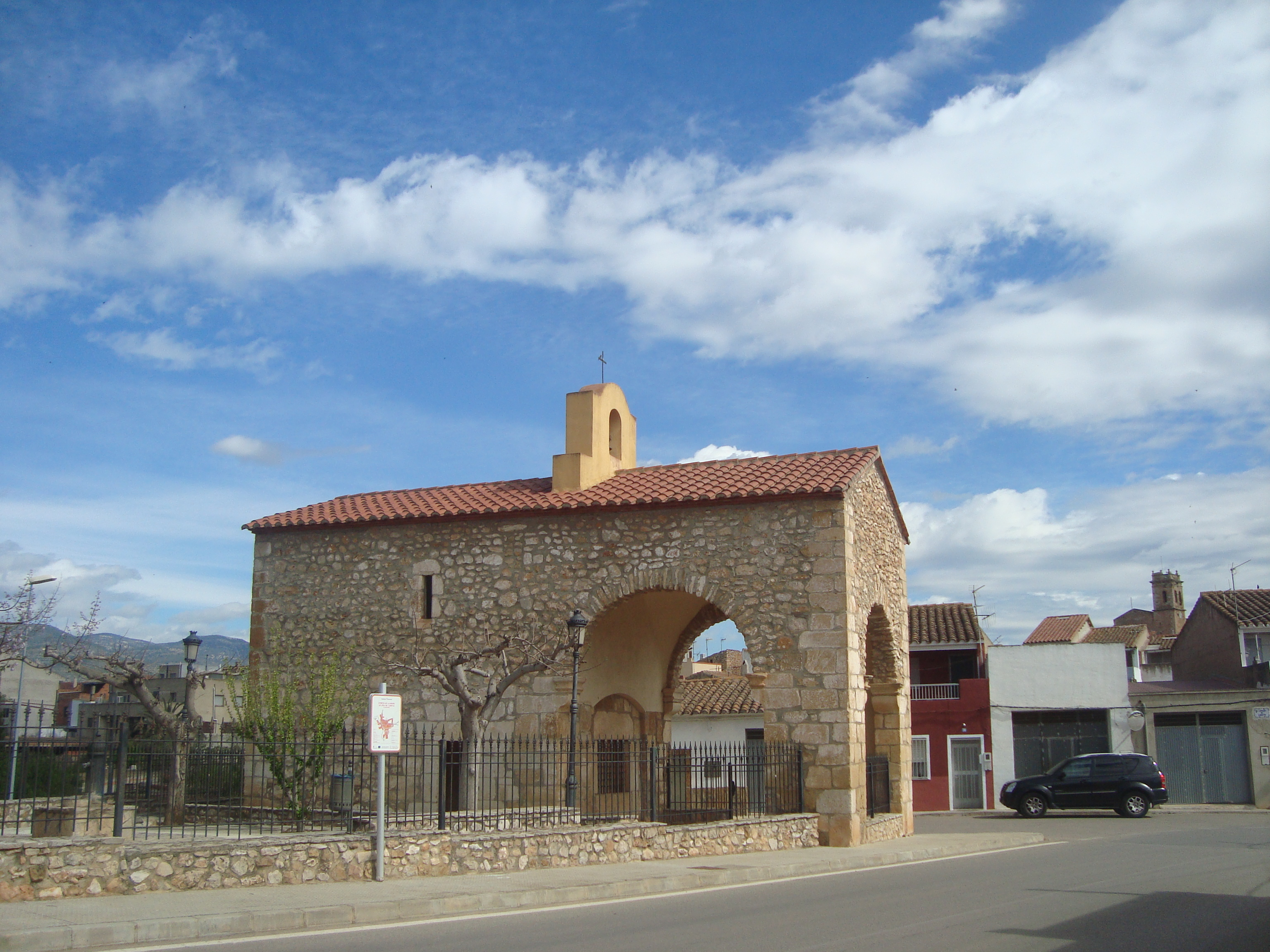
Ermita de Loreto

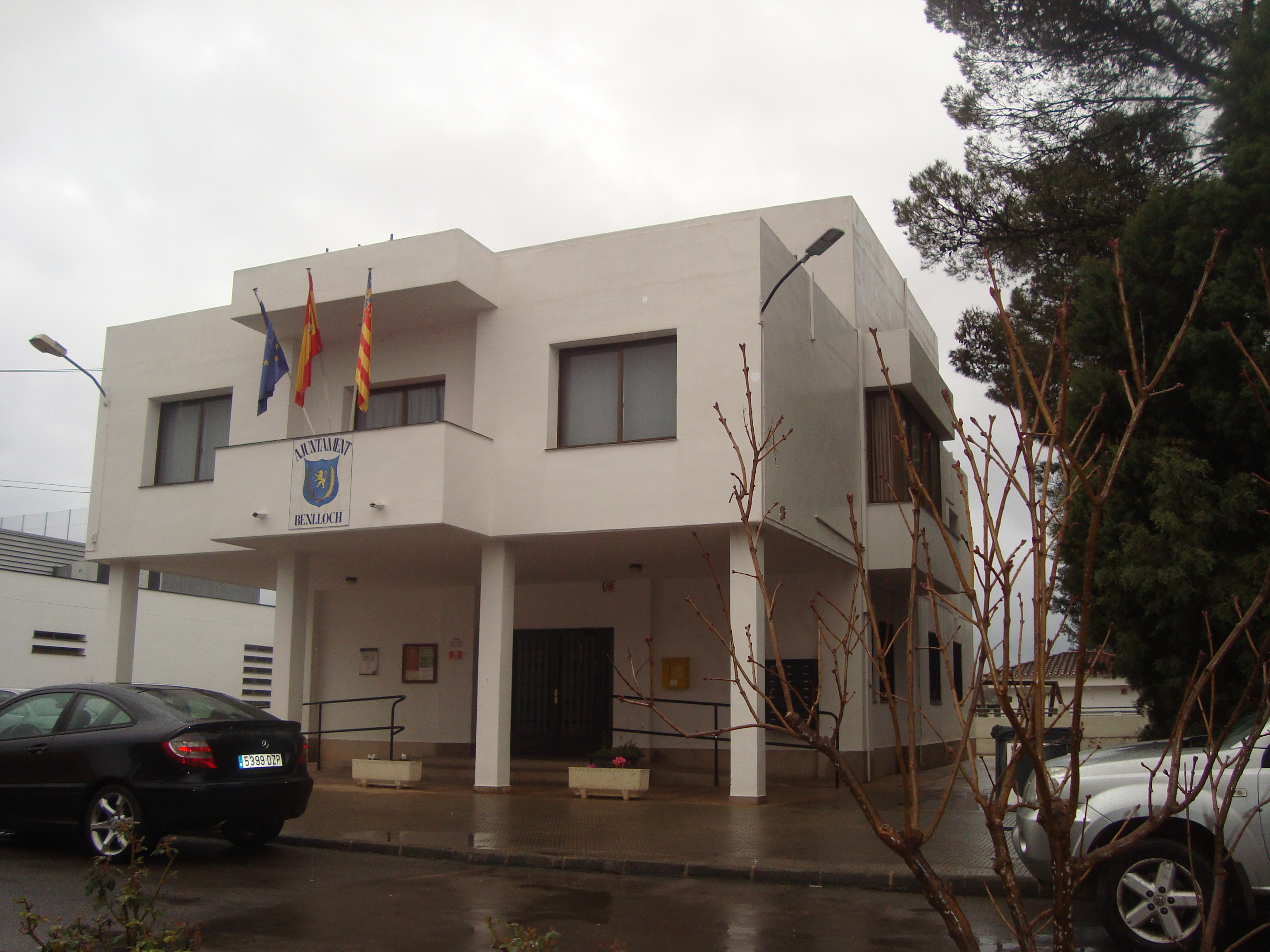
Ayuntamiento de Benlloch

- Ermita de LoretoAyuntamiento de BenllochErmita de la Virgen de Loreto. Del siglo XVII, revela cierto estilo manierista en su proyección al exterior, con una amplia fachada porticada.

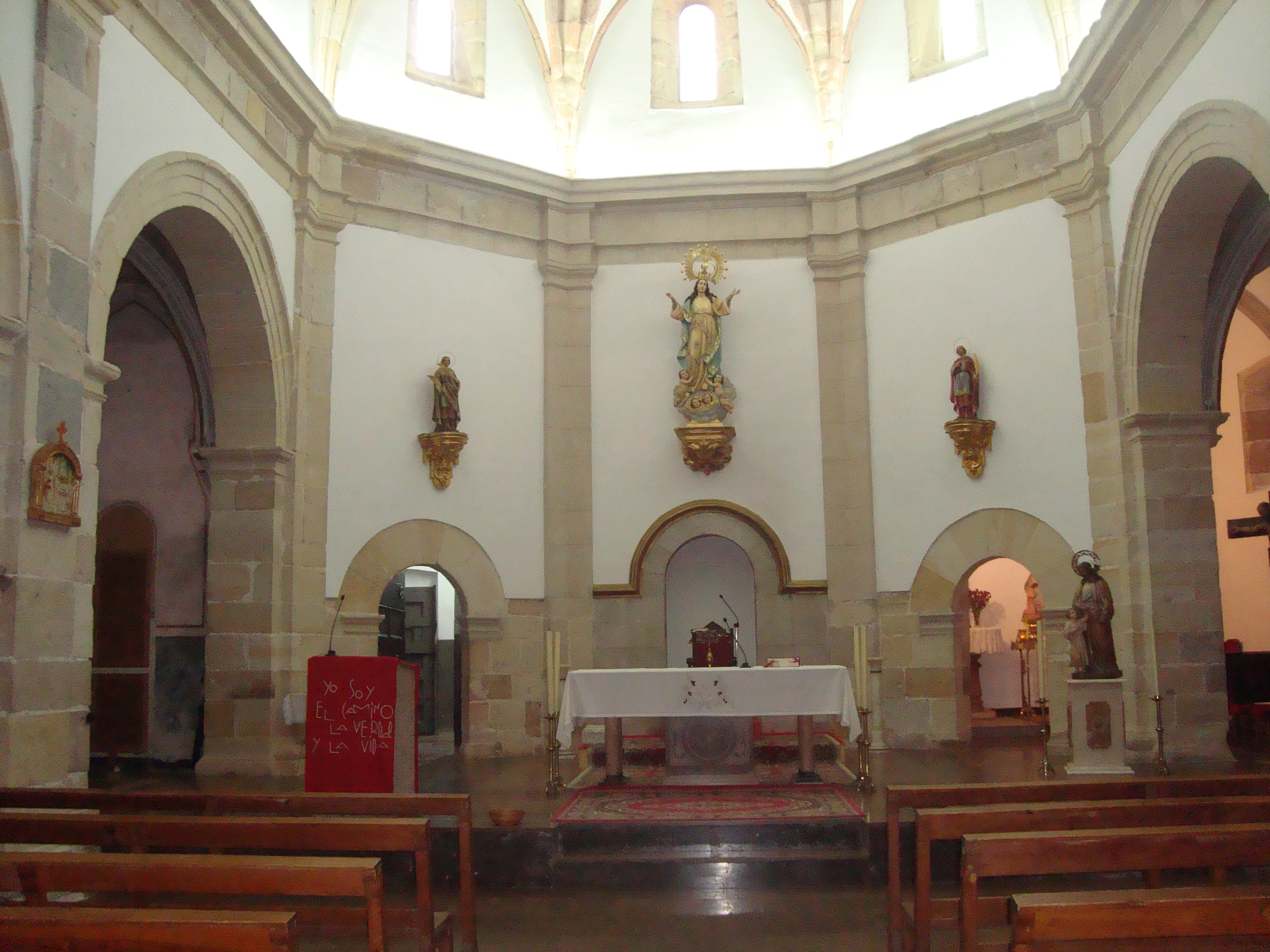
Iglesia parroquial de la Asunción de Nuestra Señora

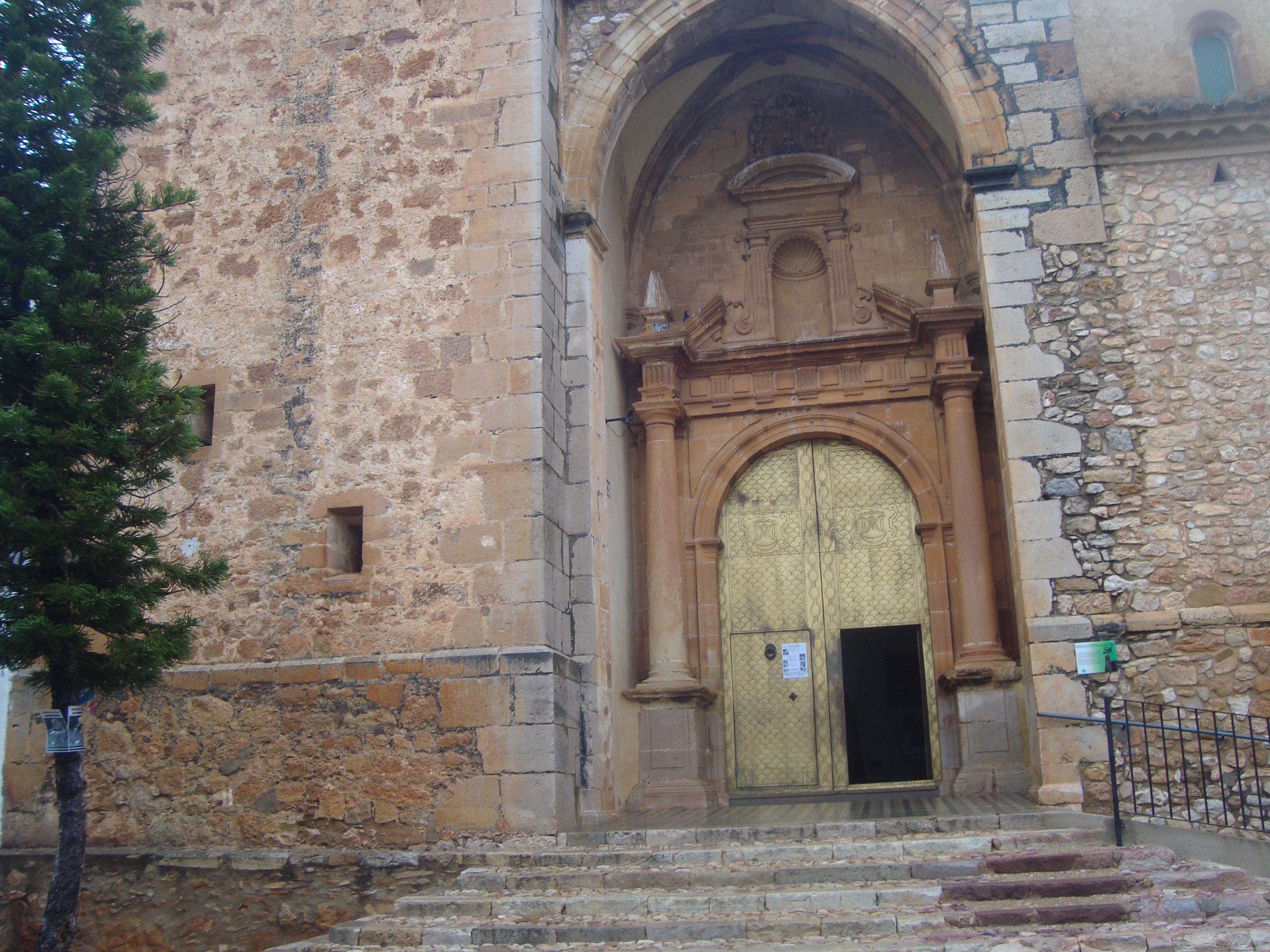
Iglesia parroquial de la Asunción

- Iglesia parroquial de la Asunción de Nuestra SeñoraIglesia parroquial de la AsunciónIglesia parroquial de la Asunción de Nuestra Señora. Construida entre 1614 y 1650. Se estructura a partir de una nave, con capillas laterales y ábside poligonal y sacristía a los lados. La fachada es renacentista y está adornada con columnas de rico trabajo. La bóveda estrellada del presbiterio es claro exponente del carácter de las soluciones góticas de estas comarcas. Junto a la portada se encuentra el campanario, de unos 25 metros de altura al cual se accede por una escalera de caracol de más de 150 peldaños. Presenta aspecto de fortaleza con torreón defensivo en la parte posterior del edificio, junto con un lienzo de muralla adosada a la iglesia. Cabe decir que una de las campanas del campanar está considerada de entre las más antiguas de la Comunidad Valenciana.

### Monumentos civiles

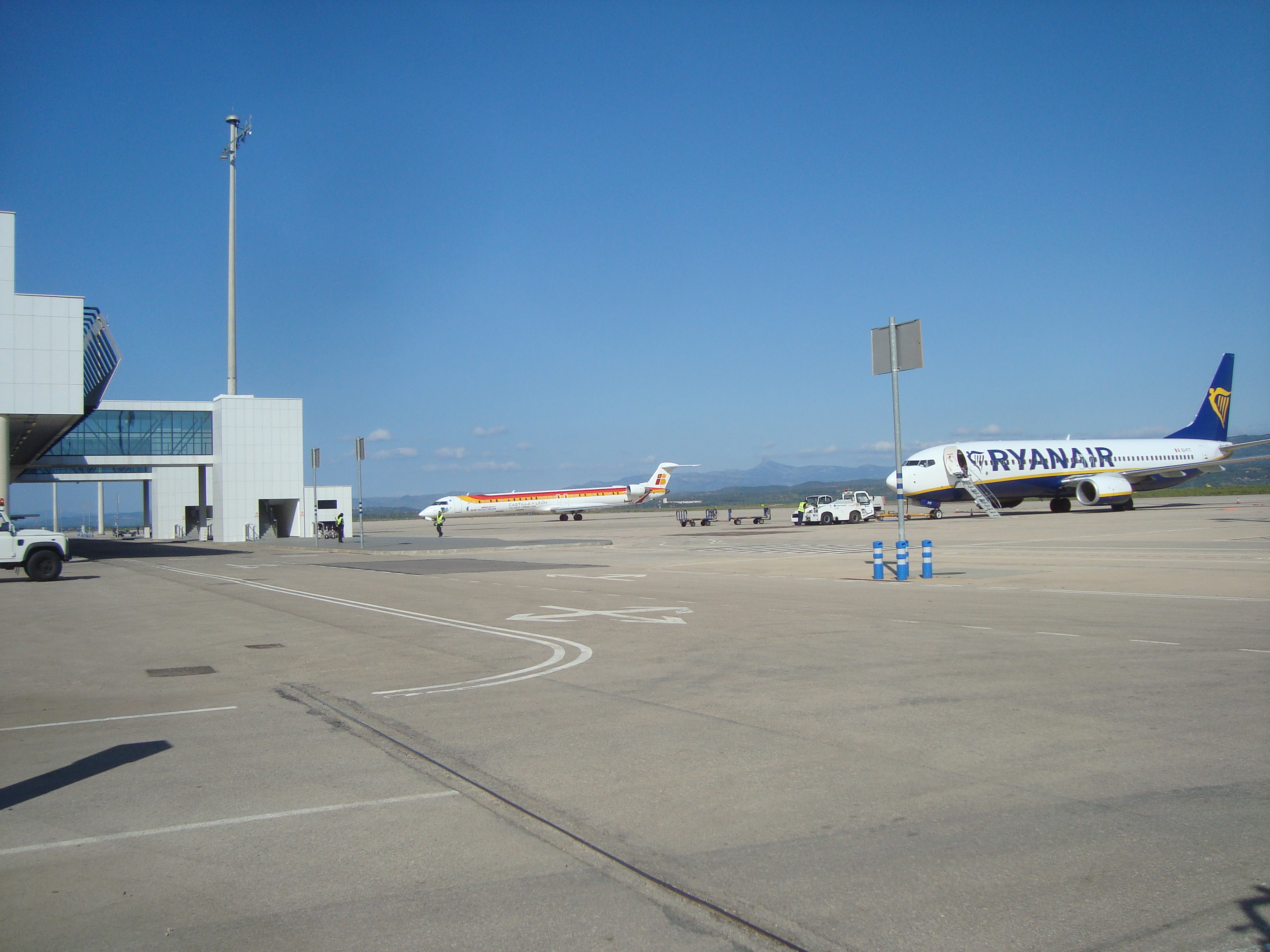
Aeropuerto de Castellón-Costa Azahar (Benlloch, España)

- Aljibe monumentalAeropuerto de Castellón-Costa Azahar (Benlloch, España)Aljibes monumentales. Estas construcciones civiles son depósitos de agua para uso rural y de ellas se conservan perfectamente dos de ellas jalonando el camino de la ermita de la Adjutori.

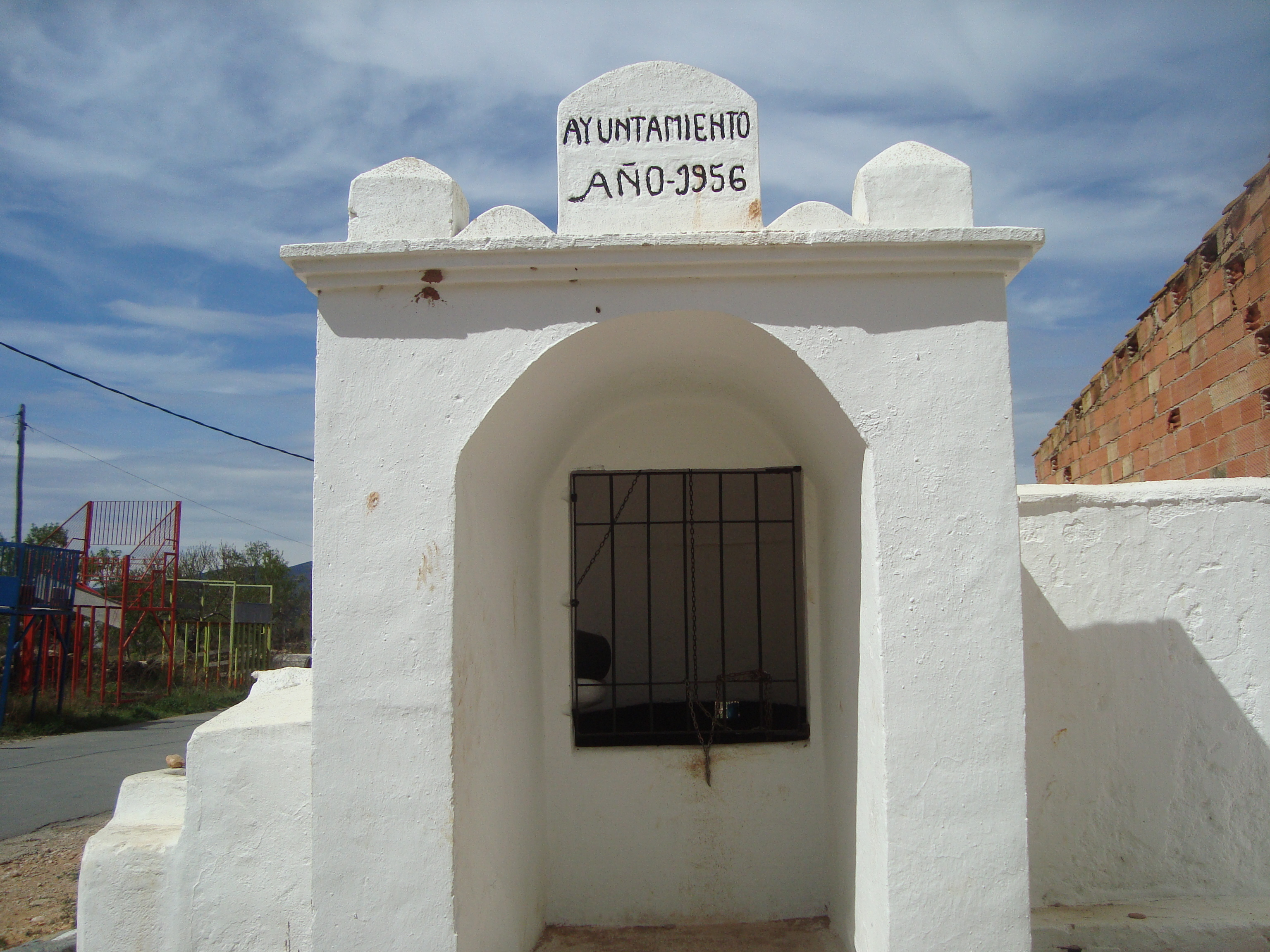
Aljibe monumental

- Masías. Masía de Botiguer, Masía de Planchadell. Son algunas de las ejemplares construcciones tanto a nivel residencial como productivo, ya que en espacios compartidos se desenvolvían ambas actividades.
- Norias. Las numerosas norias que rodean el núcleo urbano, en algunos casos bastante bien conservadas, representan ejemplos de arquitectura rural orientada a la obtención de recursos escasos, como es el caso del agua.

## Lugares de interés

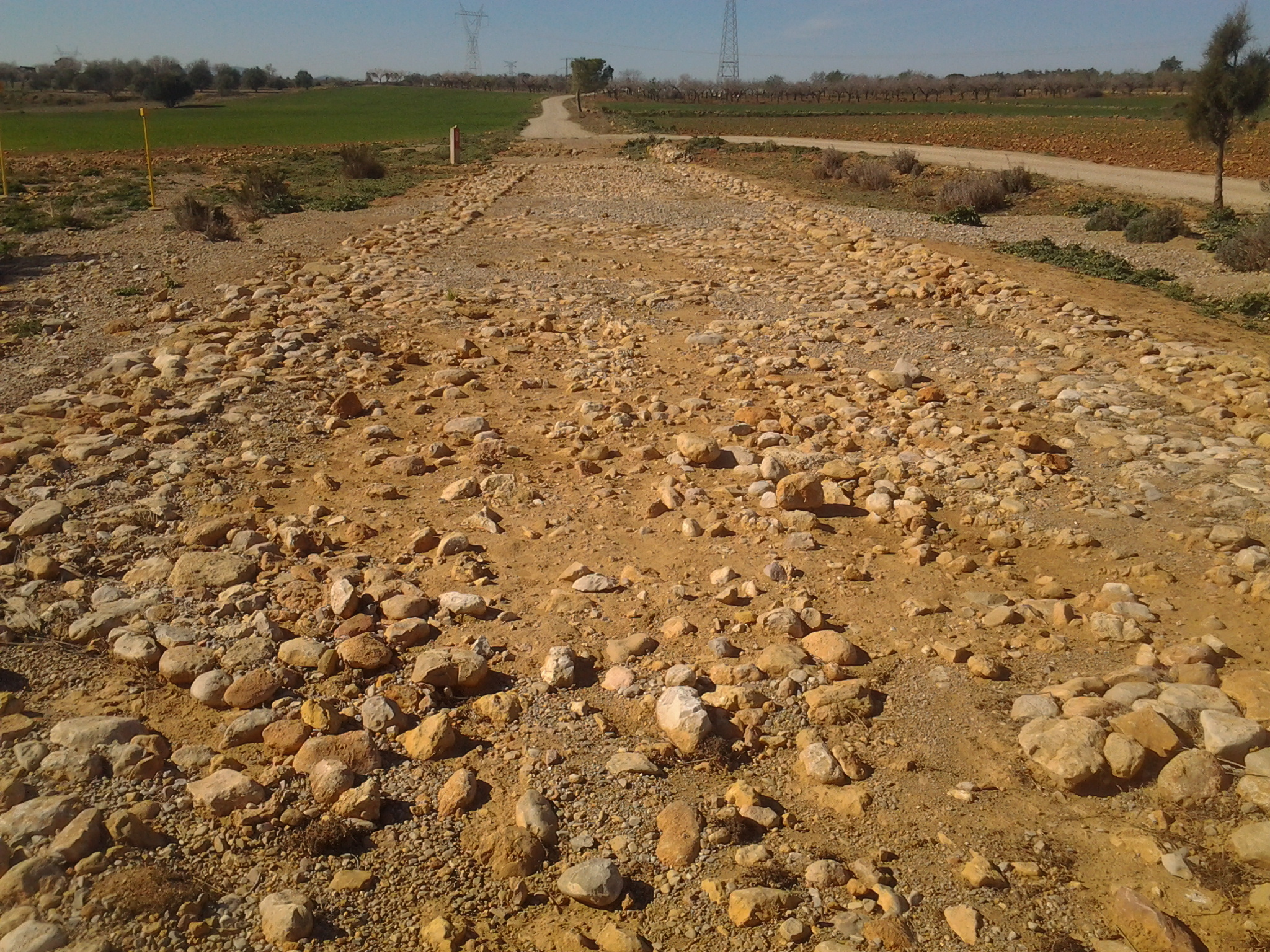
Vía Augusta, antigua calzada romana.

- Vía Augusta, antigua calzada romana.Olivos milenarios. Han sido elogiados como verdaderos monumentos vivos reflejo de la historia de nuestros pueblos y se encuentran señalados en diferentes guías referidas a Benlloch.
- Llano del Arco. Es una zona protegida de las extremidades meteorológicas y climatológicas, de secano muy apta para cultivos como olivos, almendros y una menguada pero rica vida que producen en conjunto excelentes frutos. Este paisaje, que no supera los 300 m está rodeado de montañas entre las cuales se divisa perfectamente el pico de Peñagolosa.
- Zona montañosa. Son las partidas de Donvalls, Subarra y el Cuartico. Separan el Lla del Arco de la Ribera de Cabanes con una altitud máxima de 500 m pero agudos desniveles, de variada vegetación, interesantes construcciones, diversidad de cultivos, y unas impresionantes vistas a la misma Ribera y al mar. Este entorno está lleno de caminos y senderos que comunican localidades limítrofes como Torreblanca y Cabanes, etc.
- Camino de los Romanos. Por este nombre es conocida aquí la Vía Augusta que cruza el municipio de norte a sur. Esta vía está totalmente señalizada y su recorrido ofrece interesantes vistas de paisajes sumamente interesantes tanto en los aspectos rurales y naturales como en los históricos y culturales. Este recorrido transcurre por el Llano de Benlloch entre cultivos hasta adentrarse, en dirección al este en las montañas de Subarra (cuya cota máxima es de 500 m) experimentando un precioso cambio de entorno.

## Fiestas
- San Antonio. El sábado más próximo al 17 de enero se celebra esta fiesta las Hogueras y la bendición de animales. A última hora de la tarde ser realiza la "macahada" (matxà), una especie de desfile en el que entre 30 y 60 parejas de jinetes ataviados con trajes de época y sus caballos engalanados con trabajados cabestros, pomposas sillas y coloridas mantas, recorren prácticamente todas las calles del pueblo. Las hogueras son un ancestral espectáculo en el que cada calle enciende un fuego. Posteriormente se ofrece comida y vino en abundancia a pobladores y visitantes.
- Fiestas patronales. Del 14 al 22 de agosto se celebran las fiestas patronales dedicadas a la Virgen de la Asunción, a San Roque y al Sagrado Corazón de Jesús. Las celebraciones representan la típica fiesta estival con actuaciones tipo verbena, "encierro" (bous al carrer), teatro, elaboración popular de paellas, comida temática (cada año un plato diferente) popular, campeonatos deportivos, etcétera.

## Gastronomía

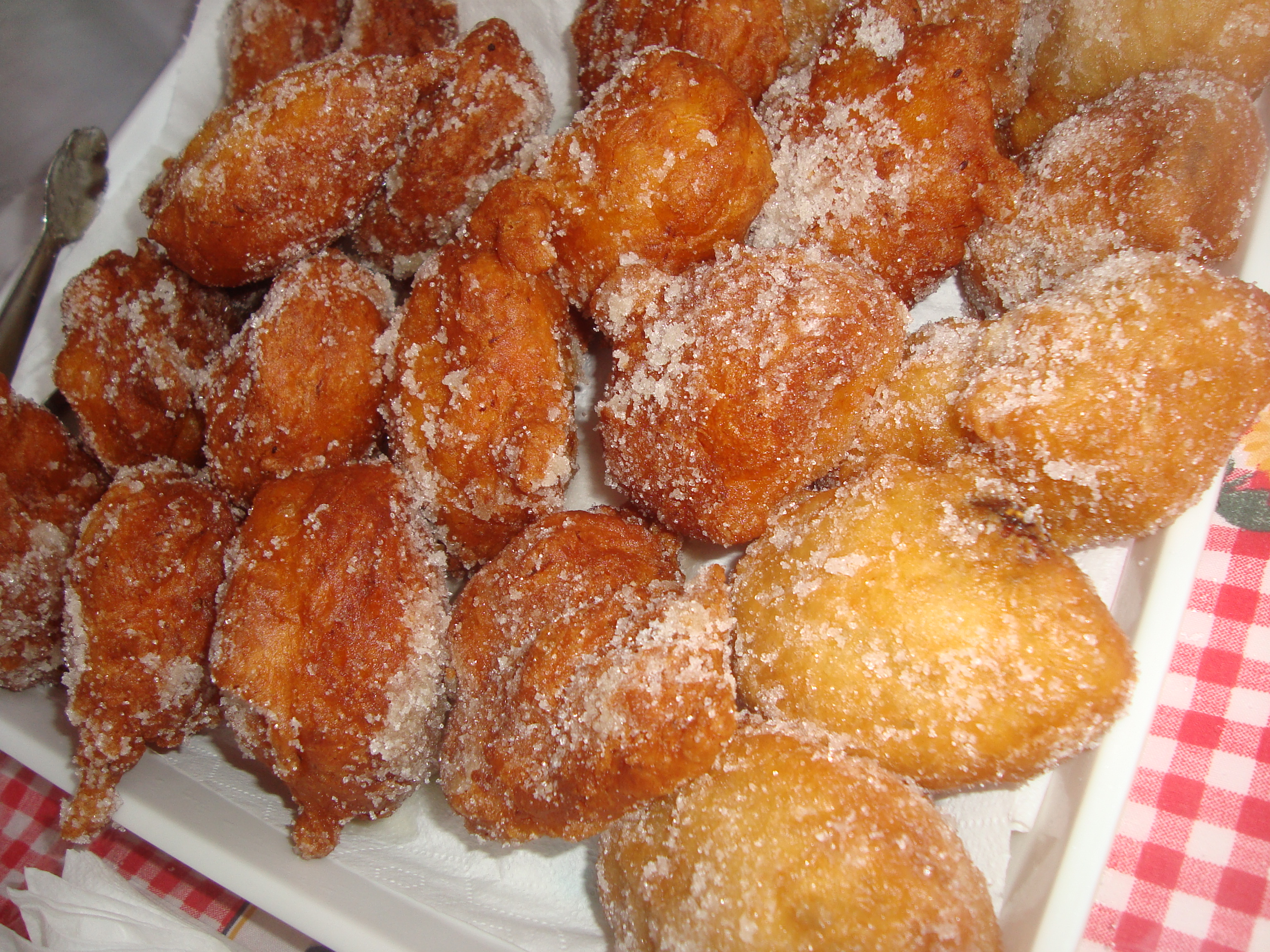
Buñuelos

Se elaboran diversos productos que son la producción típica del municipio, entre ellos:
- Turrones artesanos "Agut de Benlloch", conocidos por su gran popularidad y tono tradicional.
- Embutido de calidad valorado aunque poco comercializado, fruto de la producción de cerdos del mismo término.

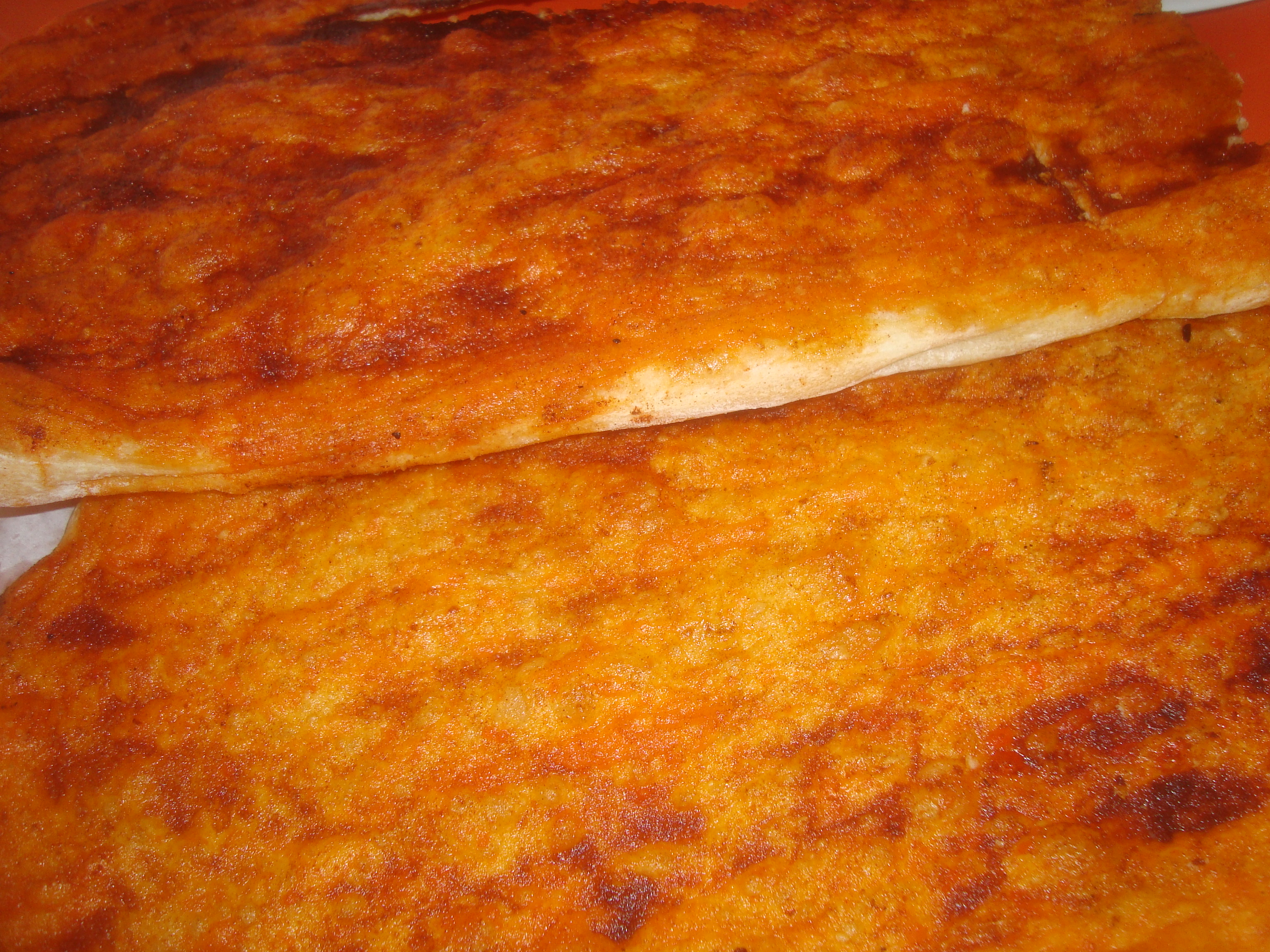
Coca roja o Coc Roig, es una variedad de coca con sal, típica del municipio de Benllóc.

Diversos platos y productos de repostería. Olla, coca de miel, coca en pebreroig, coca de higos
Exquisito aceite de oliva que se vende a granel en el molino que posee la sociedad de productores de la localidad.
Producción de olivas combinando diversas hierbas y plantas silvestres de la localidad que acentúan y matizan el ya de por sí intenso sabor de la oliva autóctona.